# Anna Mahler
Anna Justine Mahler (Vienna, 15 giugno 1904 – Londra, 3 giugno 1988) è stata una scultrice austriaca.

## Biografia
Figlia secondogenita del musicista austriaco Gustav e di Alma Schindler, divenne orfana di padre a soli sette anni, e appena sedicenne sposò il musicista Rupert Koller, ma il matrimonio naufragò in breve tempo. Nel 1922 conobbe il compositore austriaco Ernst Křenek, con cui convolò a seconde nozze - durate meno di un anno - nel 1924. 
Studiò scultura a Roma con Giorgio De Chirico e a Vienna con Fritz Wotruba, scoprendo la propria vocazione artistica che le varrà, inoltre, nel 1937, il Grand Prix a Parigi.
Durante il periodo nazista, Anna fuggì in Inghilterra, dove si sposò una terza e una quarta volta, rispettivamente con l'ungherese Paul Zsolnay - da cui ebbe la figlia Alma Ottilie Leonore - e con il direttore d'orchestra ucraino Anatole Fistoulari, da cui nacque Marina. Dopo il conflitto visse in California, prima di tornare in Inghilterra e sposarsi una quinta volta. 
Le sue principali sculture sono in pietra ma realizzò anche i busti in bronzo di alcuni importanti musicisti del XX secolo quali Alban Berg, Otto Klemperer, Artur Schnabel, Arnold Schönberg, Rudolf Serkin e Bruno Walter.
Ha vissuto l'ultima parte della sua vita dividendosi tra gli Stati Uniti e Spoleto.